# Association Sportive et Culturelle Diaraf
L'Association Sportive et Culturelle Diaraf, o, più semplicemente Diaraf, è una società calcistica senegalese con sede a Dakar che milita nella prima divisione del campionato senegalese di calcio.

## Storia
In passato, precedentemente agli anni sessanta, il club si chiamava Foyer France Sénégal.

## Palmarès

### Competizioni nazionali
- Campionato senegalese: 12

1968, 1970, 1975, 1976, 1977, 1982, 1989, 1995, 2000, 2004, 2010, 2018
- Coppa del Senegal: 16

1967, 1968, 1970, 1973, 1975, 1982, 1983, 1985, 1991, 1993, 1994, 1995, 2008, 2009, 2013, 2023
- Coppa dell'Assemblea nazionale del Senegal: 3

1987, 1991, 2003

### Competizioni internazionali
- Coppa dell'Africa Occidentale Francese: 2

1948

### Altri piazzamenti
- Campionato senegalese:

Secondo posto: 1992-1993, 1998, 2002-2003, 2005, 2010-2011, 2013-2014, 2015-2016, 2023-2024
- Coppa del Senegal:

Finalista: 1971, 1976, 1979, 1981, 1992, 2004
- CAF Champions League:

Semifinalista: 1983